# Discinèsia
En medicina, el terme discinèsia fa referència a trastorns dels moviments voluntaris o la presència de moviments involuntaris. La discinèsia està present en alguns trastorns neurològics i forma part de la seva simptomatologia.

## Etiologia
La discinèsia és un efecte secundari del tractament farmacològic amb el grup de fàrmacs coneguts com a neurolèptic. Dins d'aquest grup de medicaments podem trobar: haloperidol, clorpromazina, flufenazina, trifluoperazina, entre d'altres.
A més a més, hi ha altres fàrmacs amb efectes similars als antipsicòtic que poden desencadenar un quadre de discinèsia. Alguns d'ells són: metoclopramida, flunarizina, etc.

## Simptomatologia
Aquest símptoma neurològic es reflecteix, principalment, a la cara de la persona. Alguns dels possibles símptomes o presentacions són: alteracions de la llengua, gesticulació facial, masticació repetitiva, moviment anormal de la mandíbula, entre d'altres.

## Pronòstic
La discinèsia, si es detecta a temps, només cal suspendre el tractament amb antipsicòtics. Si no se suspèn el tractament que provoca aquesta simptomatologia, els moviments anormals es poden tornar permanents i afectar la qualitat de vida de la persona.